# Brookesia tuberculata
Espèce
Statut de conservation UICN

 VU D2 : Vulnérable
Statut CITES
Brookesia tuberculata est une espèce de sauriens de la famille des Chamaeleonidae.

## Répartition
Cette espèce est endémique de la région de Diana à Madagascar. Elle se rencontre dans le parc national de la Montagne d'Ambre.

## Description
Ce caméléon nain est de petite taille (14 mm du museau au cloaque pour les mâles), diurne, et vit au sol ou sur les branches basses des forêts.

## Taxinomie
Brookesia peyrierasi, Brookesia minima et Brookesia tuberculata ont été considérées comme synonymes par Raxworthy & Nussbaum, 1995, cette synonymie a été levée par Glaw et all., 1999.

## Publication originale
- Mocquard, 1894 : Reptiles nouveaux ou insuffisamment connus de Madagascar. Compte-Rendu Sommaire des Séances de la Société philomathique de Paris, sér. 8, vol. 6, no 17, p. 1-10 (texte intégral).